# Tortilha do Sacromonte
A tortilha do Sacromonte (em castelhano: tortilla del Sacromonte), também chamada tortilla de sacro-monte, é uma tortilha de ovo confecionada com miolos (cérebro) de carneiro ou de vitela muito popular na cozinha de Granada, Espanha. O prato terá tido origem na comunidade cigana do bairro do Sacramonte de Granada. Uma variante feita com miúdos de cordeiro é chamada tortilha granadina.
È comum levar também pequenas porções de nozes, ervilhas e pão ralado. Em algumas receitas incluem-se ainda pedaços de  presunto de Trevélez, chouriço e papas (patatas a lo pobre, batatas fritas às rodelas).
Além de miolos, é também comum empregar-se na confeção testículos (sem pele) fritos previamente numa frigideira. Os elementos não animais são usualmente batatas, pimentos, ervilhas, etc. Os ovos batidos são depois vertidos na frigideira para acabar de preparar a tortilha. Geralmente é muito gordurosa e suculenta por dentro.
O prato está ligado à tradição gastronómica das catacumbas do Sacromonte. No dia de São Cecílio, padroeiro de Granada e seu primeiro bispo segundo a lenda, as autoridades sobem à Abadia do Sacromonte, onde lhes oferecem uma tortilha.